# Фёдоровка (Белебеевский район)
Фёдоровка (баш. Фёдоровка) — деревня в Белебеевском районе Башкортостана, входит в состав Малиновского сельсовета.

## Этимология
Название деревни восходит к фамилии Фёдоров.

## Географическое положение
Расстояние до:
- районного центра (Белебей): 21 км,
- центра сельсовета (Малиновка): 9 км,
- ближайшей ж/д станции (Приютово): 11 км.

## Население
| 2002 | 2009 | 2010 |
| ---- | ---- | ---- |
| 7    | ↘5   | ↘3   |

### Национальный состав
Согласно переписи 2002 года, преобладающие национальности — чуваши (29 %) и мордва (57 %).